# Paisley Abbey

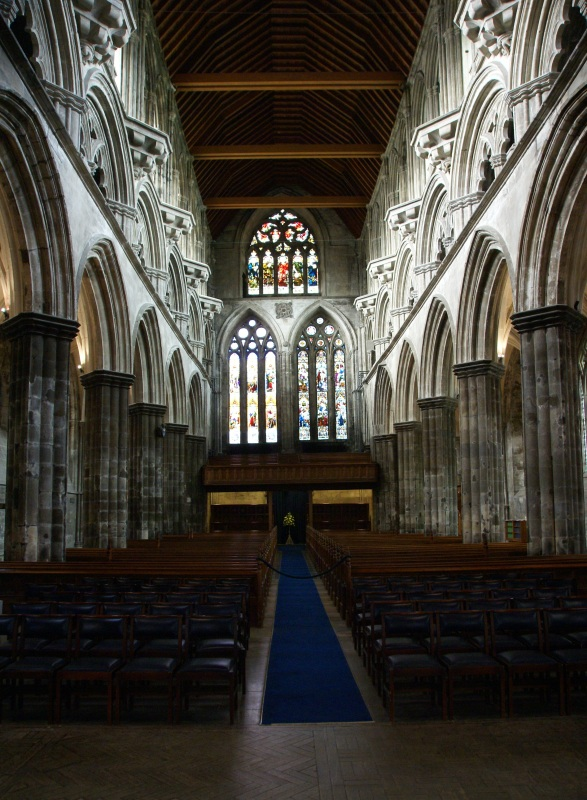
Het vijftiende-eeuwse schip, gezien vanuit het koor.

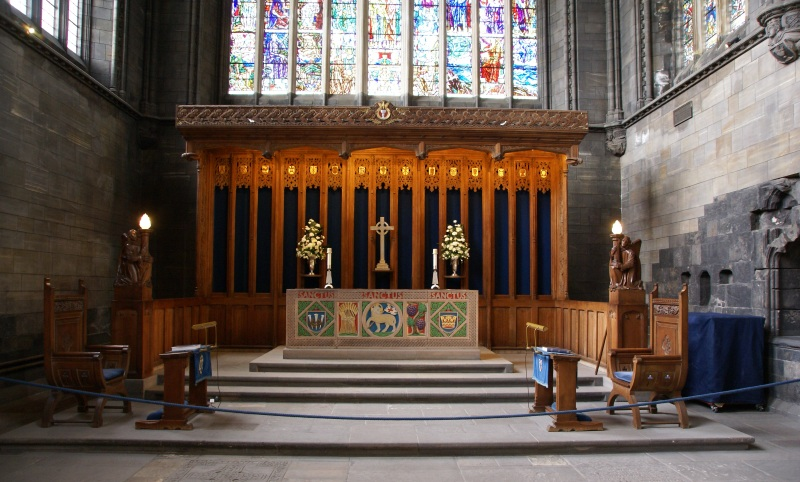
Aan het oostelijk uiteinde van het koor staat de communietafel.

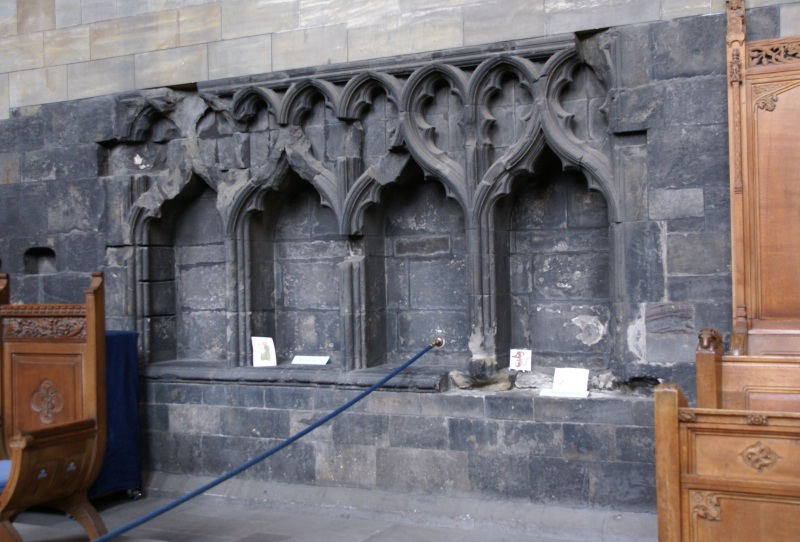
De veertiende-eeuwse sedilia in het koor.

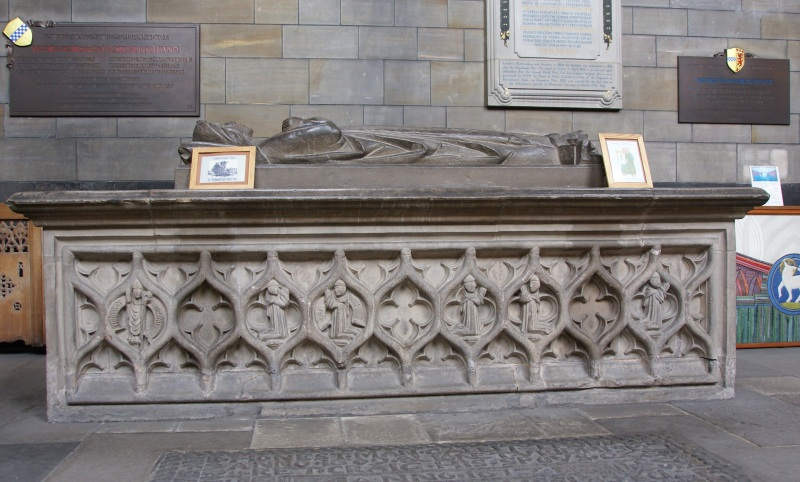
De graftombe van Marjorie Bruce, dochter van Robert the Bruce en moeder van Robert II.

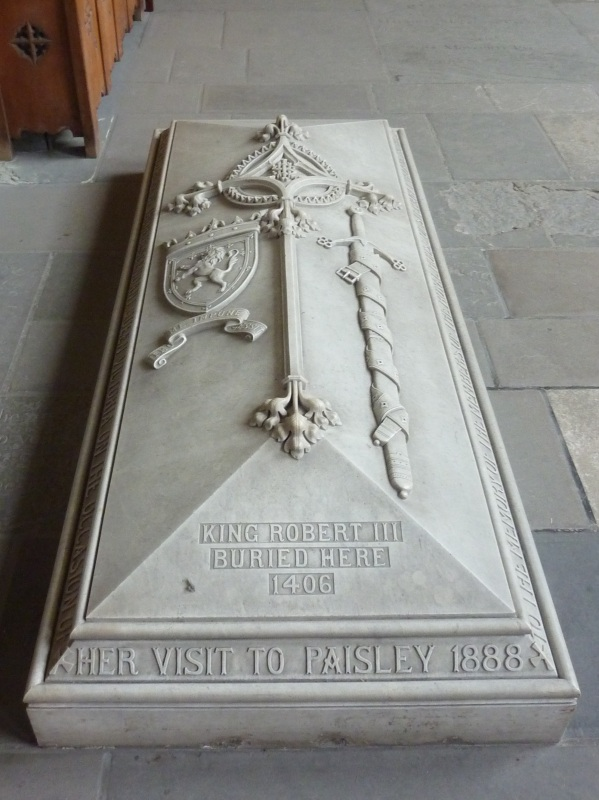
Graftombe van Robert III, geschonken door koningin Victoria.

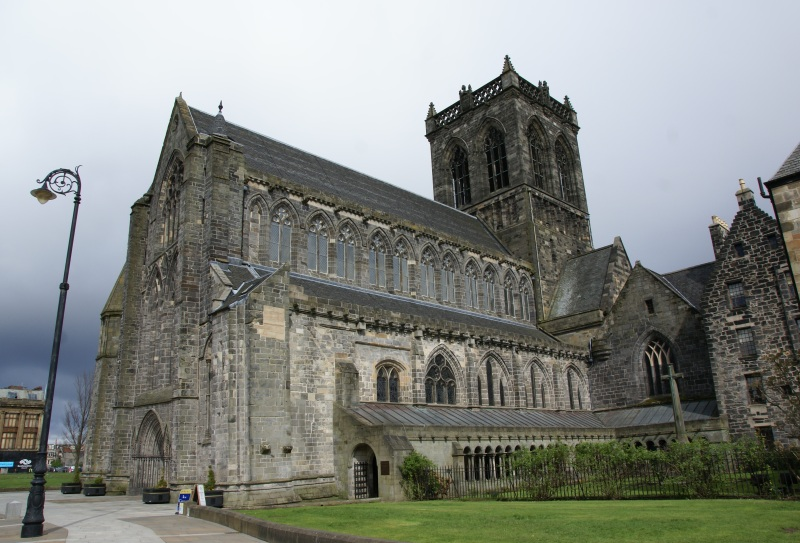
Paisley Abbey gezien vanuit het zuidwesten met de processiegang (hersteld in de 20e eeuw).

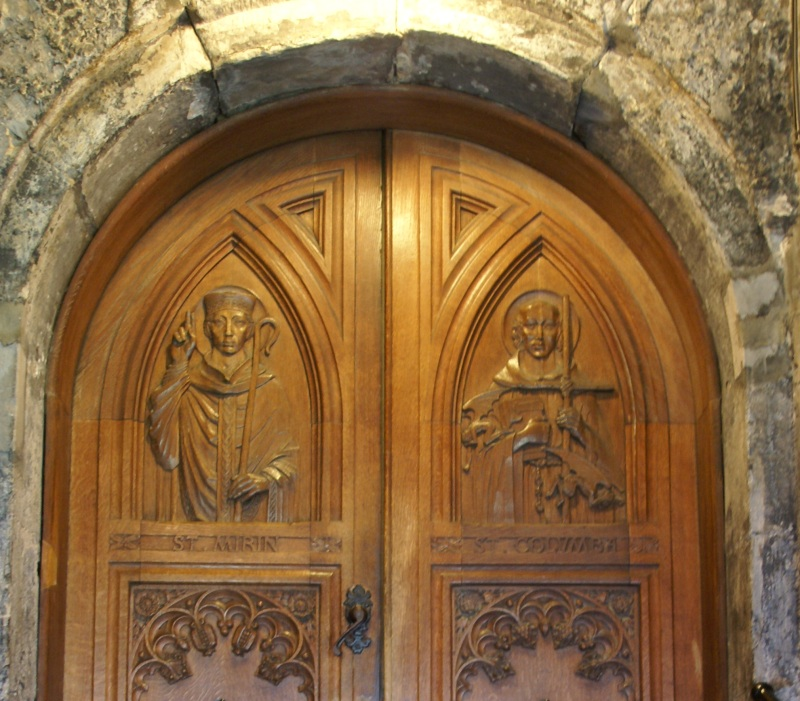
Sint Mirin en Sint Columba.

Paisley Abbey in zwart-wit.

Paisley Abbey is een van oorsprong twaalfde-eeuwse benedictijnse abdij in Paisley in de Schotse regio Renfrewshire. De abdijkerk werd in de vijftiende eeuw grotendeels herbouwd. In de vroege zestiende eeuw stortte de toren in, waarbij ook het koor zwaar werd beschadigd. Sinds de reformatie in de zestiende-eeuw doet de abdijkerk dienst als parochiekerk. In de twintigste eeuw werden het koor, de toren en de transepten herbouwd.

## Geschiedenis
In 1163 gaf Walter FitzAlan opdracht tot de bouw van een priorij in Paisley. FitzAlan was rond 1150 de eerste High Steward of Scotland geworden en was de stamvader van de latere dynastie Huis Stuart.
Enige jaren later arriveerden de monniken voor de nieuwe priorij; zij waren afkomstig van Wenlock Priory in Shropshire. Deze priorij, net als de nieuwgevormde priorij in Paisley, was onderhorig aan de Abdij van Cluny. In 1245 werd de priorij verheven tot een abdij, waardoor deze onder direct gezag van de paus werd geplaatst.
De priorij en latere abdij was gewijd aan vier heiligen, te weten de Maagd Maria, Sint Jacobus de Meerdere van Compostella (tevens patroonheilige van de familie FitzAlan), Sint Milburga (een prinses van Mercia waartoe Shropshire behoorde) en Sint Mirin.
In 1244 werd het dochterhuis Crossraguel Abbey gesticht.
Tijdens de Schotse onafhankelijkheidsoorlog stak in 1307 Eduard I van Engeland de abdij in brand. Enkel de westelijke processieingang en de drie aansluitende traveeën van de kerk overleefden de brand. De abdij werd herbouwd.
Walter Stewart, Zesde High Steward of Scotland was een vertrouweling van Robert the Bruce. Na de Schotse overwinning in de Slag bij Bannockburn kreeg hij de opdracht om de leden van de koninklijke familie, waaronder Roberts enige dochter Marjorie Bruce, die in Engeland gevangen werden gehouden op te halen. In 1315 trouwde hij met Marjorie, die echter een jaar later stierf na een val van haar paard. Er bestaat een verhaal dat zij, stervende of reeds overleden, werd overgebracht naar Paisley Abbey, waar haar zoon Robert II, de eerste Stuart-koning, werd geboren door een keizersnede. Walter liet voor haar een grafmonument maken in Paisley Abbey.
In 1334 kreeg de abt het recht een mijter te dragen en verkreeg het bisschoppelijk recht over de kerken die onder de abdij vielen.
In 1498 beschadigde een brand de noordmuren en de centrale toren. In de vroege zestiende eeuw stortte de verzwakte toren in boven op het koor, dat ruïneus bleef tot de restauratie in de periode 1912-1928. Tot de restauratie was het schip middels een muur aan de westzijde van de kruising afgescheiden van het ingestorte koor. Het noordelijke transept had geen dak in deze periode.
Na de reformatie in 1560 werd de abijdkerk in gebruik genomen als parochiekerk van Paisley. De abdijgebouwen kwamen in het bezit van Claud Hamilton als commendator, die de gebouwen omvormde tot een residentie die the Place (het paleis) ging heten. Lord Dundonald kocht the Place van de Hamiltons. In 1684 trouwde zijn kleindochter Jean Cochrane in Paisley Abbey met John Graham of Claverhouse, bijgenaamd Bonnie Dundee. In 1764 kocht de familie Hamilton, inmiddels Hertogen van Abercorn geworden, de residentie. Zij lieten de woning enigszins vervallen, waarbij in de voormalige abdijkeuken een taveerne werd gevestigd. In 1904 nam de Kirk Session of Paisley Abbey de gebouwen over en liet deze restaureren.
In 1788-1789 werd het interieur van het schip vernieuwd. Ook werd een gepleisterd plafond aangebracht, dat pas in 1982 werd verwijderd.
In de navolgende periode werden enige restauratiewerkzaamheden uitgevoerd, waarbij onder meer de gevel van het noordelijk transept werd hersteld en het noordelijke toegangsportaal werd herbouwd. Vanaf 1898 werkten verschillende architecten aan de restauratie: Sir Rowand Anderson, die verantwoordelijk was voor de herbouw van het noordelijk transept en het onderste deel van de toren, dr. MacGregor Chalmers en Sir Robert Lorimer, die verantwoordelijk was voor de herbouw van het koor, het klooster en het hoge deel van de toren.

## Bouw

### Kerk
De kerk van Paisley Abbey heeft een kruisvormige plattegrond en is oost-westelijk georiënteerd. Het schip is grotendeels vijftiende-eeuws. Het meest westelijke deel van het schip inclusief het binnenste deel van het noordelijk portaal - dat zich ook aan de westzijde bevindt - is dertiende- en veertiende-eeuws. Het schip is voorzien van een triforium en lichtbeuken. Bijzonder in Paisley Abbey is dat de gang door de lichtbeuken niet door de steunende pilaren gaat, maar eromheen.
In het schip bevindt zich onder meer het vroegchristelijke Barochan Cross.
De transepten, de toren en het koor zijn het grotendeels het resultaat van restauraties en heropbouw in de twintigste eeuw. Het koor is ongeveer 1,5 keer zo lang als het schip. In het koor bevindt zich onder meer het grafmonument van Marjorie Bruce, overleden in 1316. Een marmeren grafsteen, geschonken door koningin Victoria, gedenkt de leden van de familie Stewart die begraven werden in de abdij, waaronder Robert III.
Aan de oostzijde bevinden zich vier veertiende-eeuwse sedilia en een piscina in de muur.
De sacristie bevindt zich ongeveer in het midden aan de zuidelijke zijde van het koor.
Het zuidelijk transept is ongeveer 1,5 keer zo lang in de richting west-oost dan het noordelijk transept. In het zuidelijk transept bevindt zich de vijftiende-eeuwse St Mirin's Chapel met verscheidene herinneringsplakkaten voor leden van de familie Hamilton. Een incomplete fries, die ouder is dan deze kapel, toont scènes uit het leven van Sint Mirin.
Tegen de zuidelijke muur van het zuidelijk transept bevinden zich de vroegere kloostergebouwen die omgebouwd werden tot The Place of Paisley, een stadsresidentie van de familie Hamilton. Ten westen van deze gebouwen en aan de noordzijde begrensd door de zuidelijke muur van het schip bevindt zich de kloostergang en -tuin.

### Gebrandschilderde ramen
Aan de westzijde in het schip bevinden zich onder meer het Wallace Memorial Window uit 1873 met een afbeelding van Samson en het Burne Jones window.
In het noordelijk transept bevinden zich het St Margaret Window en het Te Deum Window met afbeeldingen van onder meer profeten, apostelen en martelaren.
In de St Mirin's Chapel bevindt zich het War Memorial Window.
In het koor bevindt zich het East Window, ontworpen door Douglas Strachan, met als onderwerp een tronende Christus. Ook Sint Mirin is afgebeeld terwijl hij een model van de abdij vasthoudt.
In de zuidelijke muur van het koor bevinden zich onder andere The Peace Window, eveneens ontworpen door Douglas Strachan, en het Shaw Memorial Window. Dit laatstgenoemde raam stamt uit 1989 en werd ontworpen door John Clark.

## Beheer
Paisley Abbey wordt beheerd door de Church of Scotland. Het Barochan Cross in de kerk wordt beheerd door Historic Scotland.